# Turniej o Puchar Rybnickiego Okręgu Węglowego 1968
Puchar Rybnickiego Okręgu Węglowego 1968 – zawody żużlowe, mające na celu wyłonienie zwycięzcy turnieju o Puchar ROW. Zawody w 1968 roku wygrał Andrzej Wyglenda.

## Finał
- Rybnik, 20 października 1968
- Sędzia:

| Msc. | Zawodnik            | Klub           | Pkt  |             |  |
| ---- | ------------------- | -------------- | ---- | ----------- |  |
| 1    | Andrzej Wyglenda    | Rybnik         | 14+3 | (3,2,3,3,3) |  |
| 2    | Edward Jancarz      | Gorzów Wlkp.   | 14+2 | (3,3,3,2,3) |  |
| 3    | Zygfryd Friedek     | Opole          | 12   | (3,1,2,3,3) |  |
| 4    | Stanisław Tkocz     | Rybnik         | 11   | (3,3,3,0,2) |  |
| 5    | Jerzy Gryt          | Rybnik         | 11   | (2,1,2,3,3) |  |
| 6    | Jerzy Padewski      | Gorzów Wlkp.   | 11   | (2,3,3,1,2) |  |
| 7    | Edmund Migoś        | Gorzów Wlkp.   | 7    | (2,2,2,1,0) |  |
| 8    | Andrzej Pogorzelski | Gorzów Wlkp.   | 7    | (1,3,1,2,d) |  |
| 9    | Stanisław Bombik    | Opole          | 6    | (1,1,d,3,1) |  |
| 10   | Jan Mucha           | Świętochłowice | 6    | (2,2,0,2,d) |  |
| 11   | Bernard Kacperak    | Częstochowa    | 6    | (u,2,2,0,2) |  |
| 12   | Jan Malinowski      | Bydgoszcz      | 5    | (1,1,1,1,1) |  |
| 13   | Marian Spychała     | Rzeszów        | 4    | (0,0,1,2,1) |  |
| 14   | Stanisław Rurarz    | Częstochowa    | 4    | (1,0,1,0,2) |  |
| 15   | Jan Kolber          | Rzeszów        | 2    | (0,0,0,1,1) |  |
| 16   | Joachim Maj         | Rybnik         | 0    | (0,0)       |  |